# Безбородко, Андрей Яковлевич
 Андрей Яковлевич Безбородко (укр. Андрій Безбородько; 4 июля 1711 — 2 марта 1780) — генеральный писарь Войска Запорожского.

## Биография
Сын небогатого «значкового товарища». В 1730 году он начал службу в малороссийской генеральной канцелярии, в сентябре 1733 года назначен был старшим войсковым канцеляристом. C 1739 года, после смерти генерального писаря Турковского, исполнял его обязанности, а затем указом от 20 февраля 1741 года был сделан малороссийским генеральным писарем. Благодаря постоянным лестным отзывам о его служебном усердии и прилежании, ему пожалованы были 27 ноября 1736 года три деревни «на пропитание» — Стольное, Пшехдани и Богдани.
Быстрыми служебными успехами Безбородко обязан был главным образом своей вкрадчивости, ловкости, уменью приноровиться к характеру последовательно сменявшихся правителей, охотно передававших в его руки все бремя управления краем, вследствие чего Безбородко ведал даже секретные дела относительно тогдашних военных обстоятельств. Будучи человеком небеспримерной честности, Безбородко обратил в выгодный для себя промысел назначение на должности низшей войсковой старшины, всецело зависевшей от него он устранил выборное начало и стал определять старшин за деньги, требуя по 70—100 руб. за сотничьи уряды. Не довольствуясь наличным количеством должностей, Безбородко уговорил наместника Румянцева разделить сотни пополам для увеличения урядов, а затем стал раздавать за плату универсалы на право получения первого открывшегося места (так называемые «вакансовые» уряды); при этом Безбородко увеличил число канцеляристов до 200 человек, охотно принимая людей «посполитой породы», щедро оплачивавших получаемое ими звание.
5 ноября 1742 года яготинский сотник Купчинский послал в Санкт-Петербург донос на Безбородко, обвиняя его во взяточничестве и в лицеприятии к родственникам. По доносу было назначено следствие и Безбородко был отстранён от должности. Дело велось крайне медленно: первый допрос сделан был лишь в марте 1743 года, а потом следствие приостановилось на несколько лет. Несмотря на приведенные Купчинским доказательства, дело закончилось в 1751 году в пользу Безбородко, который снова определён был в генеральную канцелярию. Купчинский же лишен был уряда и «100 ударов кием взял». В 1762 году Безбородко вышел в отставку с званием генерального судьи и поселился в с. Стольном, где прожил до глубокой старости, занимаясь хозяйством. Над его могилой сыновьями построена Андреевская церковь, сохранившаяся до нашего времени.

## Семья
- Жена — Евдокия Михайловна Забела (Забело, Забелло), дочь генерального судьи Михаила Тарасовича Забело, род. в гор. Борзна 4 августа 1716 года, умерла 5 июля 1803 года. Статс-дама с 5.04.1757 г.
- Сыновья:
  - Безбородко, Александр Андреевич — светлейший князь, канцлер Российской Империи (1797).
  - Безбородко, Илья Андреевич — граф, генерал-поручик, сенатор.
- Дочери:
  - Ульяна Андреевна Безбородко (умерла в 1776 году) вышла замуж за Павла Васильевича Кочубея (15.12.1738 — 22.07.1786), мать князя Виктора Кочубея.
  - Анна Андреевна Безбородко (1745—1805), вышла замуж за Галецкого (Галицкого).
  - Татьяна Андреевна Безбородко (1751-ок.1805), в январе 1779 года вышла замуж за черниговского губернатора Якова Леонтьевича Бакуринского (ок. 1740—1801). Их дочь Прасковья (1784—1815) — жена Семёна Михайловича Кочубея.